# Vero Copner Wynne-Edwards
Pour les articles homonymes, voir Wynne.
Vero Copner Wynne-Edwards est un zoologiste britannique, né le 4 janvier 1906 à Leeds et mort le 5 janvier 1997 près d’Aberdeen.

## Biographie
Il est le fils benjamin d’une fratrie de six de John Rosindale et de Lilian née Streatfield. Son père est chanoine à l’Église d’Angleterre et directeur d’une école primaire de Leeds. Passionné très jeune par l’histoire naturelle et particulièrement par la botanique, il fait ses études à Oxford  où il obtient son Bachelor of Arts en 1927 et son Master of Arts en 1930. Il se marie, le 19 décembre 1929 à Jeannie Campbell Morris dont il aura deux enfants.
Commençant à s’intéresser à la biologie marine, il commence à travailler dans le laboratoire de biologie marine de Plymouth où il étudie les crustacés et les poissons. Il commence à s’intéresser aussi aux dortoirs des étourneaux. Deux ans plus tard, il part à l’université de Bristol comme maître-assistant (1929-1930), puis il répond à l’invitation de l'université McGill de Montréal où il travaillera de 1930 à 1946.
Durant son voyage transatlantique, il observe le nombre et la répartition des différents oiseaux marins, il découvre que les populations d’oiseaux diffèrent suivant qu’elles fréquentent les zones marines de haute mer, les zones démersales et les régions côtières. Il obtient d’une compagnie de transport maritime, la Cunard Line, de le transporter gratuitement, de mai à septembre, afin d’étudier les mouvements des oiseaux de mer comme le puffin majeur,  Puffinus gravis (O'Reilly, 1818). Ces travaux lui permettent d’obtenir le prix Walker de la Boston Society of Natural Sciences et comme l’un des pionniers de l’ornithologie marine.
À Montréal, Wynne-Edwards travaille sur les poissons d’eau douce, les plantes de montagne et les oiseaux marins du Nord du Labrador. Ses travaux sur les distributions des plantes glaciaires lui valent un second prix Walker et devient membre de la Société royale du Canada. En 1946, il revient à l’université d’Aberdeen où il obtient la chaire royale de zoologie.
Wynne-Edwards est membre de diverses sociétés savantes dont l’American Ornithological Society (à partir de 1936 et correspondant en 1959). Il est élu membre de la Royal Society le 19 mars 1970.
Wynne-Edwards est l’auteur de nombreux articles scientifiques et Dispersion in Relation to Social Behaviour (1962). Il s’intéresse à la flore et la faune marine dans le Canada arctique et boréal.

## Sources
- Allen G. Debus (dir.) (1968). World Who’s Who in Science. A Biographical Dictionary of Notable Scientists from Antiquity to the Present. Marquis-Who’s Who (Chicago) : XVI + 1855 p.
- Ian Newton (1999). In Memoriam : V.C. Wynne-Edwards, 1906-1997, The Auk, 116 (3) : 815-816